# Ebersburg
Ebersburg település Németországban, Hessen tartományban. Lakosainak száma 4729 fő (2023. december 31.). Ebersburg Poppenhausen és Künzell községekkel határos.

## Népesség
A település népességének változása:
| Lakosok száma | 4554 | 4567 | 4568 | 4647 | 4704 | 4729 |
|               | 2015 | 2017 | 2019 | 2021 | 2022 | 2023 |